# Stanisław Wawrykiewicz
Stanisław Wawrykiewicz, częściej Staszek Wawrykiewicz (ur. 31 maja 1953 w Sopocie, zm. 7 lutego 2018 tamże) – polski pieśniarz, muzyk niezawodowy.

## Życiorys
Był synem Mariana i Kazimiery z domu Berezowskiej.
W 1972 roku ukończył I LO w Sopocie im. Marii Skłodowskiej-Curie, a w roku 1977 geografię na Uniwersytecie Gdańskim.
W okresie stanu wojennego pracował w Spółdzielni Studenckiej Alpinex zajmującej się pracą na wysokościach, równocześnie współpracując z Solidarnością przy druku i dystrybucji wydawnictw podziemnych.
13 października 1984 roku wziął ślub z Joanną Niedzielską, z którą potem miał dwie córki – Jadwigę i Helenę.

## Działalność artystyczna
Autor i wykonawca z nurtu „krainy łagodności”, popularyzator ballad Mirosława Hrynkiewicza (m.in. O Krzyżowcu, O drodze w lesie, O oceanie), wielokrotny uczestnik i laureat Bazuny (w kolejnych latach juror), giełdy piosenki w Szklarskiej Porębie (Szary Łoś Giełdowy), łódzkiej Yapy, festiwalu w Krakowie i festiwalu w Opolu. Aktywność pieśniarską rozpoczął od udziału w Bazunie w 1972 roku.
Występował w rozmaitych formacjach, m.in. zastępował Wojciecha Jarocińskiego w Wolnej Grupie Bukowina, założył z Marią Kondratowicz i Jerzym Rybiewskim Grupę Przyjaciół Bukowiny (na jednej z Bazun w zastępstwie wykonywała pieśni WGB) i towarzyszył wykonawcom, takim jak: Elżbieta Adamiak, Adam Drąg, Waldemar Chyliński, Grzegorz Bukała, czy Grzegorz Marchowski. W 1977 roku był jednym z założycieli i członków zespołu Wały Jagiellońskie, z którym przez kilka lat współpracował. W 2011 roku dołączył do zespołu „Mirek Hrynkiewicz i przyjaciele”, w którym oprócz Hrynkiewicza śpiewał też między innymi Bogusław („Jacko”) Jackowski.
W drugiej dekadzie XXI wieku śpiewał w Męskim Chórze Szantowym „Zawisza Czarny”, występując z nim na scenach polskich i obcych, od tawern i pubów po dziedziniec Heweliusza Politechniki Gdańskiej.

## Działalność zawodowa
Od początków pojawienia się systemu składu TeX w Polsce, pod koniec lat osiemdziesiątych, wykorzystywał TeX-a między innymi do składu prasy podziemnej. Był członkiem założycielem Polskiej Grupy Użytkowników Systemu TeX, którego Członkiem Honorowym został w roku 2008. Brał intensywny udział w pracach GUST-u – przy produkcji biuletynu GUST-owego, przy organizowaniu spotkań w Bachotku, przy przygotowywaniu pakietów TeX-owych i fontowych udostępnianych przez GUST. Był też członkiem międzynarodowego TeX Live Team, zespołu przygotowującego coroczną dystrybucję systemu TeX dla większości systemów operacyjnych. W działaniach Pracowni Usług Wydawniczych i Informatycznych, którą prowadził w Sopocie, korzystał z systemu TeX.

## Śmierć

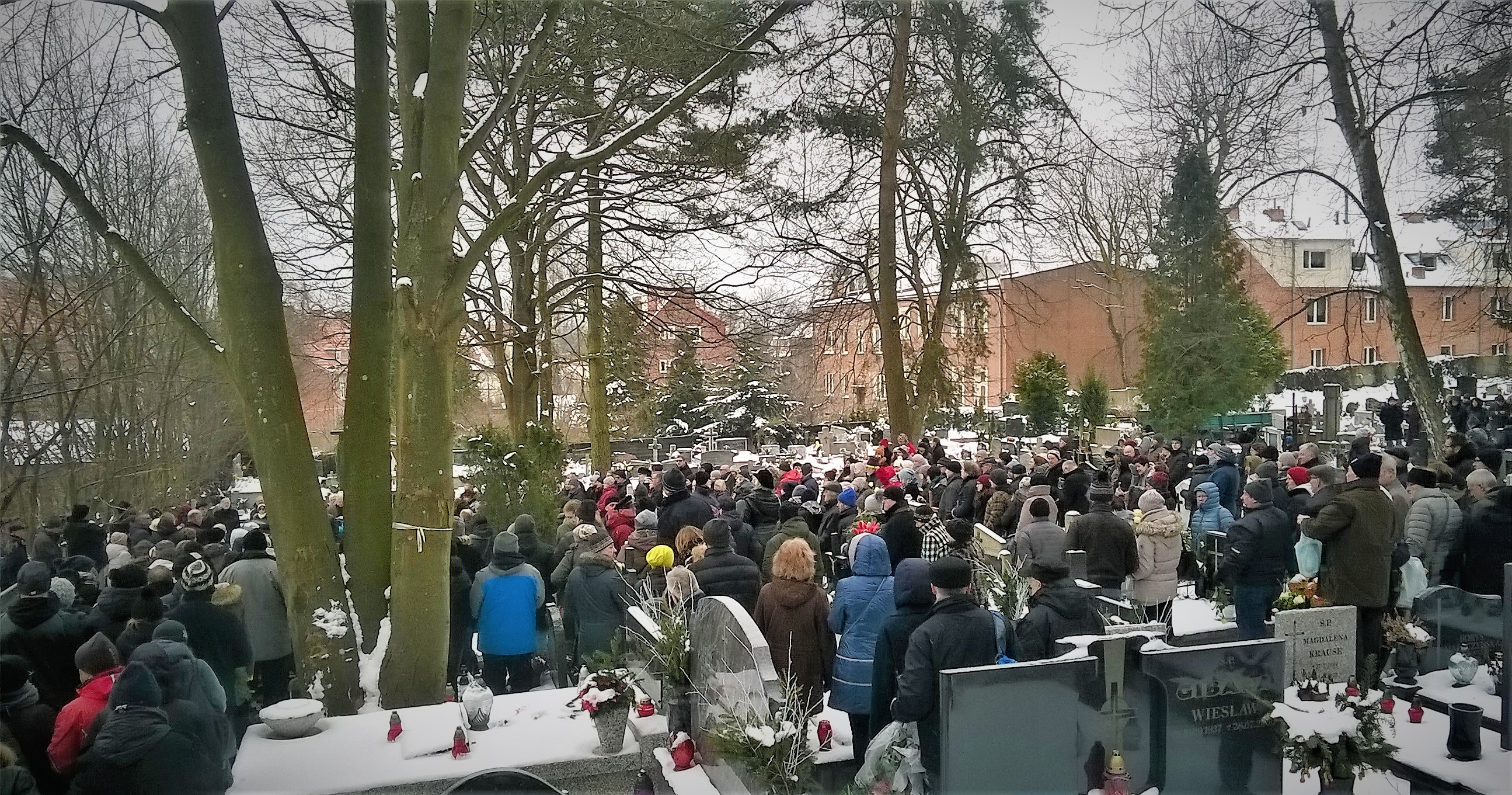
Pogrzeb Stanisława Wawrykiewicza na cmentarzu katolickim w Sopocie (10 lutego 2018)

Artysta w czasie samotnego spaceru poślizgnął się i wpadł do lodowatej wody Zatoki Gdańskiej przy sopockiej marinie. Spoczął na cmentarzu katolickim w Sopocie (kwatera B3-1-11).

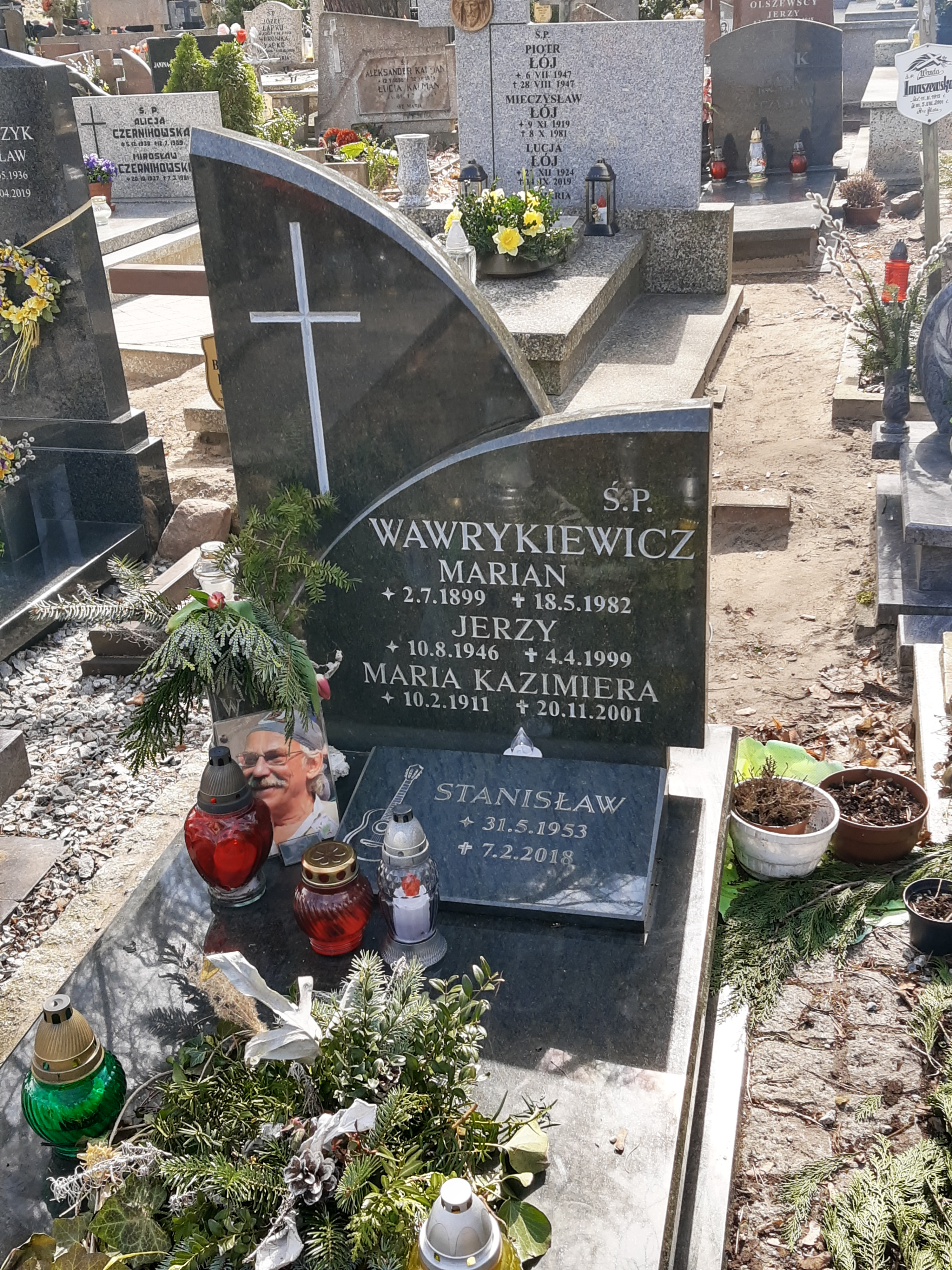
Grób Stanisława Wawrykiewicza na cmentarzu katolickim w Sopocie